# Hypostase (métaphysique)
Pour les articles homonymes, voir Hypostase.
 (septembre 2020).
Si vous disposez d'ouvrages ou d'articles de référence ou si vous connaissez des sites web de qualité traitant du thème abordé ici, merci de compléter l'article en donnant les références utiles à sa vérifiabilité et en les liant à la section « Notes et références ».
Dans le domaine de la métaphysique, appliqué essentiellement à des disciplines telles que la philosophie ou la théologie chrétienne, le terme hypostase désigne une substance fondamentale, un principe premier. Dans le christianisme, les trois Hypostases sont « trois principes, trois centres conscients de l’existence une et de la conscience trinitaire une, où il faut affirmer à la fois la distinction et l’unité, l’irréductibilité et la consubstantialité. »

## Dans la philosophie

### Dans le néopythagorisme
Avant le néoplatonisme, Eudore d'Alexandrie (fondateur à Alexandrie, vers 40 av. J.-C., du néopythagorisme) posait un principe fondateur, absolument transcendant, et ensuite une paire d'opposés qui en découleraient : la Monade (limite, cause, forme) et la Dyade (illimité, effet, matière), constituant le second Un. 
Tandis que la dyade serait l'archétype de la matière, la monade serait celui des Idées. L'une et l'autre s'intègreraient dans le Logos, dont l'action sur la matière réaliserait l'univers. Dans cette succession de l'Un suprême, de l'Un composé (de monade et de dyade), puis du Logos comme unité d'une multiplicité, se manifesterait la présence de « trois dieux ordonnés selon une hiérarchie ». Les premières traces de cette notion triadique sont perceptibles dès les trois premières hypothèses du Parménide de Platon, ainsi que dans la lettre II du pseudo-Platon.

### Dans le néoplatonisme
Dans la doctrine néoplatonicienne, l’hypostase est un terme qui désigne un « principe divin ». Le noyau de cette philosophie – dès Plotin lui-même - était une sorte d'ontologie, introduisant dans la divinité unique des hypostases multiples. Plotin admet trois hypostases : 
1. l'Un : absolu, ineffable, qui n'a pas de part à l'être, qui échappe à toute connaissance,
2. l'Intellect : qui émane de l'Un,
3. l'Âme, concept pluriel comprenant : l'Âme du monde et l'âme humaine destinée à descendre dans les corps[3].

« On peut comparer l'Un à la lumière, l'être qui le suit [l'Intellect] au Soleil, et le troisième [l'Âme] à l'astre de la Lune qui reçoit sa lumière du Soleil. »

— Plotin, Ennéades, traité 24, V, 6.
De toute évidence, il s'agit là d'un système à la structure ternaire.

### Principes de philosophie
On peut considérer que l'hypostase est un transcendantal. De même que l'essence et l'existence. Affirmer cela, c'est poser que tout être sans exception, fût-il purement idéal, possède une hypostase, une essence et une existence. C'est poser, en d'autres termes, que tout être « est » à la fois une hypostase, une essence et une existence.
- L'hypostase, c'est le sujet, ce dont on parle, ce qui agit ou qui subit. Cette notion d'hypostase correspond à ce que Jean Duns Scot appelait l'« eccéité », ou principe d'individuation.
- L'essence, c'est la nature de l'être, ce par quoi on le définit.
- L'existence, enfin, c'est le fait d'être concrètement, le fait d'être là.

Il ne peut y avoir d'hypostase sans essence ni existence. Il ne peut y avoir d'essence sans existence (même purement virtuelle) ni hypostase. De même, il ne peut y avoir d'existence sans essence ni hypostase. Cette trinité de l'être se pose donc comme transcendantale en elle-même, pour en revenir à notre définition du début. 
La notion d'hypostase doit être soigneusement distinguée de celle de « substance ». On pourrait dire au premier abord que les deux termes possèdent une étymologie assez voisine. Tous les deux désigneraient « ce qui se tient en dessous », sous-entendu de l'être. Il n'en est rien cependant. Remarquons d'abord que le mot « sujet » lui-même signifie « ce qui se tient, ou qui est posé, en dessous » : « sub-jectum ». L'hypostase serait à rapprocher du mot « sujet » et à distinguer soigneusement du mot « substance ». L'hypostase, c'est le sujet, l'être en tant qu'individuel, ou encore l'eccéité au sens de Duns Scot. 
Toute personne est une hypostase, ou un sujet, ou un être individuel. Mais, inversement, toute hypostase n'est pas une personne, car la personne, par elle-même, n'est pas un transcendantal : tous les êtres ne sont pas des personnes, tandis que tous les êtres sans exception sont des hypostases, ou ont une hypostase.
L'essence est une puissance, c'est-à-dire un être purement virtuel, ou conceptuel, purement à venir, purement idéal, ou mieux idéel. L'existence, par contre, c'est l'être en acte, l'être réel, l'être factuel. L'hypostase, quant à elle, est à la fois essence et existence, puissance et acte. Elle est le sujet de l'un et de l'autre. Elle fait le lien entre l'un et l'autre. Elle est le réceptacle de l'un comme de l'autre. C'est à l'hypostase qu'on attribue l'essence, ou « quiddité » : ce qu'est une chose. Et c'est en parlant de l'hypostase qu'on dit que telle chose existe. 
L'essence, c'est encore l'être observé du point de vue du principe rationnel d'identité. Elle répond à la question de l'identité de l'être, de sa nature, de sa définition. L'existence au contraire ne se définit pas. Elle se constate par l'expérience. Elle correspond au second principe rationnel, celui de causalité. Elle répond à la question de l'origine, ou de la cause, de tel ou tel être. L'hypostase constate le passage de la puissance à l'acte, de l'essence à l'existence, de la « quiddité » à la « quoddité ». Elle fait l'objet du point nodal de la rationalité. Elle répond à la question de l'intentionnalité de l'être et de sa prise en charge par la personnalité. En elle, l'être devient dialogue, car elle unifie et relie les deux pôles de la pensée. 
L'hypostase, c'est l'être en tant qu'il est un.

## Dans la théologie chrétienne
Les querelles entre les théologiens des premiers siècles de l'ère chrétienne portaient sur le contenu que l'on doit reconnaître aux notions de personne, d'hypostase, d'essence et de nature. Les débats interféraient avec l'intelligence que l'on avait de la personnalité du Christ : était-il une seule personne-hypostase en deux natures, ou bien avait-il deux substances (divine et humaine) ? 
Lors du premier concile de Nicée, en 325, le terme hypostasis figure dans les anathèmes qui concluent la profession de foi et les termes hypostasis et ousia (substance, essence) y sont considérés comme équivalents. Puis le concile d'Éphèse, en 431, définit l'union hypostatique des deux natures, humaine et divine, du Christ. 
Le débat théologique fera évoluer l'usage et à partir du concile de Chalcédoine, en 451, la théologie chrétienne utilisera la notion d'hypostase dans le sens de « personne ». La formule de Chalcédoine dit en grec ancien : εἰς ἑν πρόσωπον καὶ μίαν ὑπόστασιν, employant ainsi les deux termes d’hypostase et prosopon, et cette distinction est de la plus haute importance. Pour Paul Evdokimov, « le prosopon, c’est l’aspect psychologique d’un être tourné vers son propre monde intérieur, vers la conscience de soi-même, et comme tel, il suit l’évolution, passe par les âges de sa propre connaissance et les degrés d’appropriation de la nature dont il est le porteur. L’hypostase a l’aspect de l’être ouvert et transcendant vers Dieu. » Ainsi, l’hypostase, déterminée par ses relations : Père, Fils, Esprit Saint, désigne chacune des trois personnes divines de la Sainte Trinité, chacune considérée comme distincte, mais toutes les trois substantiellement unes (consubstantielles). Les théologiens disent qu'il y a en Dieu trois hypostases et une seule nature, dans la Sainte Trinité donc. 

Le Scutum Fidei, bouclier de la foi, symbole traditionnel dans le christianisme occidental.

Le concile a clairement identifié les notions de personne et d'hypostase, d'une part, d'essence et de nature, d'autre part, pour affirmer que dans le Christ il n'y avait qu'une seule personne ou hypostase en deux natures ou essences (divine et humaine). Cette définition conciliaire n'est pas contradictoire de l'analyse philosophique exposée plus haut. Il est vrai que la notion d'hypostase a, en philosophie, une extension plus grande que celle de personne. Toute hypostase n'est pas une personne. Mais en revanche toute personne est, ou bien a, une hypostase. On peut donc poser en toute vérité que le Père, le Fils et l'Esprit, en Dieu, sont à la fois des personnes, bien sûr, mais aussi des hypostases.

### Théologie catholique
La divinité n'existe pas en tant que caractéristique indépendante des personnes divines. La divinité, ou unité, ou encore monarchie, du Père et du Fils n'est autre que l'Esprit. La divinité, ou unité, ou encore monarchie, du Fils et de l'Esprit n'est autre que le Père. La divinité, ou unité, ou encore monarchie, du Père et de l'Esprit n'est autre que le Fils. Il n'y a rien en Dieu, sauf le Père, le Fils et l'Esprit qui sont tout.
Les hypostases divines, bien que distinctes, ne doivent pas être posées comme indépendantes l'une de l'autre. Le Fils, le Verbe, est engendré éternellement par le Père  : il est le Fils de Dieu. L'Esprit-Saint procède éternellement du Père et du Fils, comme étant un seul Dieu : il est l'Esprit de Dieu. 
Le Père est l'origine de tout, y compris de la divinité et de la Sainte Trinité. Le Fils est le médiateur de tout, y compris en Dieu et dans la Sainte Trinité, car l'Esprit-Saint procède du Père et du Fils. L'Esprit est la fin, ou l'accomplissement de tout, y compris de la divinité et de la Sainte Trinité, car il achève éternellement le processus divin.

### Théologie orthodoxe
Consciente de l'inaccessibilité du mystère de l'Unitrinité, l'Église orthodoxe n'a pas cherché à élucider la notion d'hypostase au-delà de ce qu'ont pu dire les Pères de la théologie orientale. Ce sont surtout les pères cappadociens (Basile le Grand et Grégoire de Nysse en particulier) qui ont eu l'occasion de définir la différence entre l'hypostase et l'essence. Dans la Lettre 38 attribuée à Basile (mais dont l'auteur pourrait être Grégoire), « l'hypostase, contrairement à l'essence (ousia), désigne la réalité concrète prise ensemble avec ses propriétés accidentelles individualisantes ». En effet, on y lit que c'est « ce qui est dit de manière individuelle (to idiôs legomenon), qui est désigné aussi bien par le nom propre que par le mot “hypostase”. Celle-ci peut se définir comme la notion qui présente et circonscrit, dans une réalité individuelle donnée, l'élément commun et non-circonscrit, à travers les qualités particulières qui s'y manifestent. »
L'hypostase se définit donc comme « le concours (syndrômê) des caractères propres (idiômatôn) en conjonction avec chaque être » (Epist. 38, 6, 4-6) ou comme « le signe individualisateur de l'existence (hyparxis) de chaque entité » (Ibid., 6, 12-13 ). Il en est de même dans la Sainte Trinité, où les attributs communs dépendent de la substance (ousia), tandis que l’hypostasis représente les propriétés particulières et incommunicables. 
C'est la fidélité à cette doctrine qui explique pourquoi, d'un point de vue rationnel, l'Église orthodoxe refuse la doctrine latine du Filioque (voir l'article querelle du Filioque).

### Autres doctrines
En opposition à la doctrine officielle définie par le concile de Chalcédoine :
- une seule personne en deux natures (divine et humaine),

on distingue les doctrines christologiques suivantes :
- L'arianisme : le Fils n'est pas consubstantiel au Père. Il lui est subordonné, créé par le Père. D'après certaines variantes, il n'aurait qu'une nature humaine (Arius condamné au concile de Nicée),
- L'apollinarisme : Jésus-Christ possède un corps humain, mais pas d'âme humaine (condamné au concile de Constantinople I),
- Le nestorianisme : deux personnes distinctes, l'une humaine, l'autre divine, coexisteraient dans le Christ (Nestorius condamné au concile d'Éphèse),
- Le monophysisme d'Eutychès ou eutychianisme : le Christ possède une seule nature la nature divine ayant absorbé la nature humaine (Eutychès condamné au concile de Chalcédoine),
- Le miaphysisme : le Christ possède une seule nature composée de la nature divine et de l'humanité,
- Le monothélisme : Jésus ne dispose que d'une seule volonté, de nature divine (condamné au concile de Constantinople III).